# Поль Ланжевен
Поль Ланжевен (фр. Paul Langevin; 23 січня 1872, Париж — 19 грудня 1946, Париж, прах перенесено до Пантеону) — французький фізик і громадський діяч. Творець теорії діамагнетизму і парамагнетизму.
Член Паризької АН (1934), почесний член АН СРСР (1929), член Лондонського королівського товариства.

## Біографія
«Ланжевен був одним з найвидатніших людей сучасності» (Фредерик Жоліо-Кюрі).
Народився в сім'ї робітника.
Працював у Кембриджі, в Кавендішській лабораторії, вчився у Дж. Дж. Томсона. Займався вивченням електропровідності газів.
Їздив до СРСР, відвідував Москву, Харків, Тбілісі.
Перший голова товариства «Франція — СРСР».
Діяч антифашистського руху.
Нагороджений медаллю Коплі Лондонського королівського товариства.

## Поль Ланжевен і Україна

### Процес Шварцбарда
На процесі Самуїла Шварцбарда, який убив Симона Петлюру, Поль Ланжевен заступався за Шварцбарда і був на його стороні.

## Наукова діяльність
Створив електронну теорію магнетизму.

## Твори
- Oeuvres scientifiques, P., 1950;